# Кукуруза из Сьерра-Михе
Кукуруза из Сьерра-Михе (англ. Sierra-Mixe corn) — азотфиксирующие гигантские одомашненные сорта кукурузы, произрастающие на юге Мексики.

## Ботаническое описание

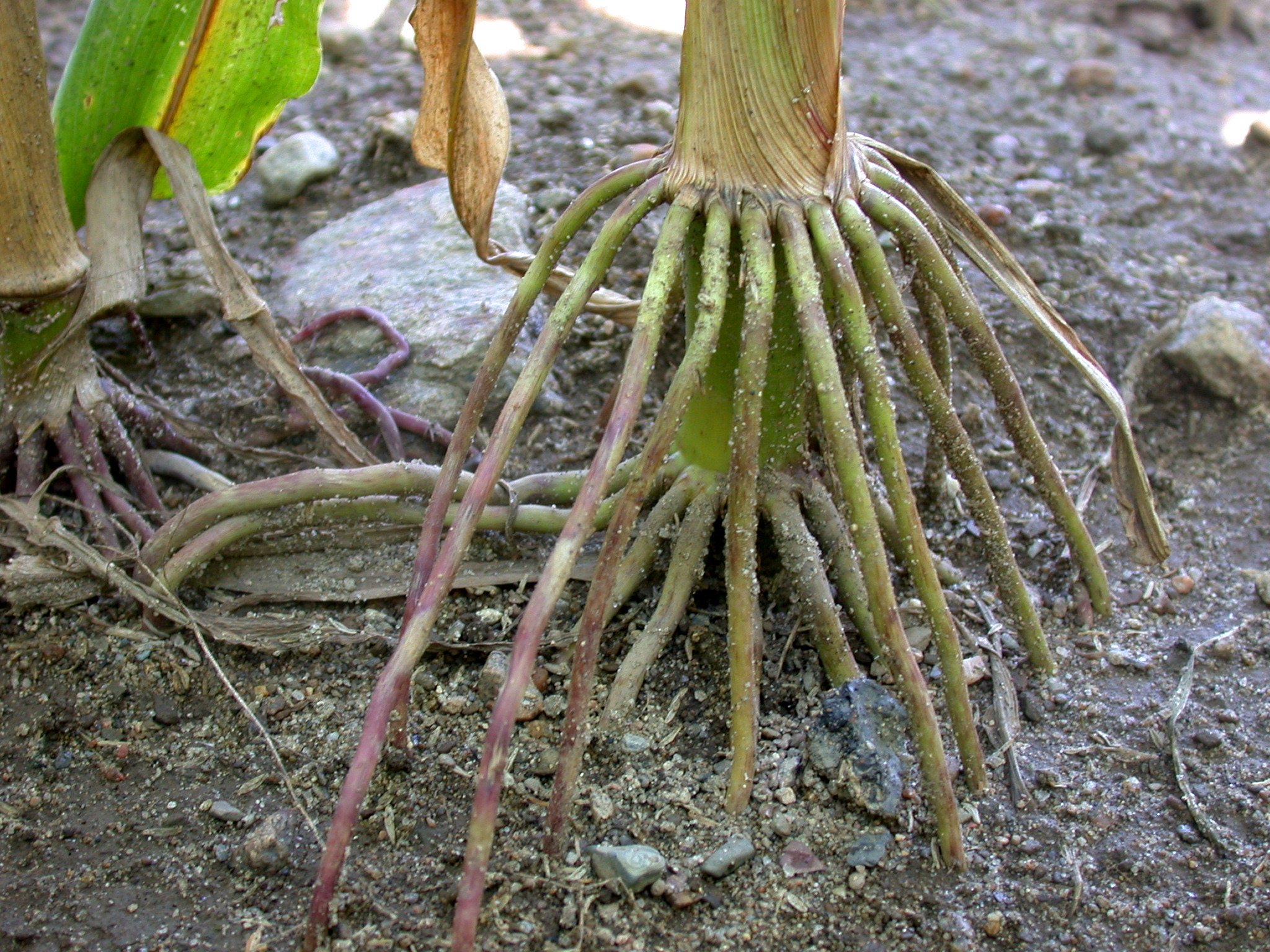
У традиционной кукурузы нет воздушных корней, но образуются придаточные

В Сьерра-Михе выращивается три сорта азотфиксирующей кукурузы: Rojo, Piedra Blanca и Llano. Все три сорта имеют схожую морфологию.
Растения вырастают до высоты более 5 метров (тогда как обычные разновидности кукурузы вырастают до трёх метров) и демонстрируют обширное образование воздушных корней с палец толщиной в каждом узле.
В отличие от большинства современных сортов кукурузы, у которых образование воздушных корней прекращается после перехода от ювенильного состояния к взрослому, у кукурузы Сьерра-Михе образование воздушных корней продолжается и после этого перехода, в результате чего их количество увеличивается в 3-4 раза. Примерно в середине развития (июль-сентябрь) эти корни при наличии влаги выделяют значительное количество слизи, богатой арабинозой, фукозой и галактозой. Слизь, вырабатываемая подземными корнями, также содержит высокие уровни фукозы и арабинозы, однако их концентрация составляет примерно половину от концентрации, обнаруженной в слизи воздушных корней.

## Происхождение и открытие
Кукуруза возникла на юге Мексики, когда её одомашнили из дикого злака под названием теосинте. Данный регион по-прежнему является домом для самого большого разнообразия сельскохозяйственных культур с тысячами уникальных сортов. В 1980 году Говард-Яна Шапиро усердно собирал местные сорта по поручению мексиканского правительства, когда услышал о гигантской, покрытой слизью кукурузе. В 2008 году во время повторной экспедиции путём амплификации и секвенирования генов 16S рРНК и метагеномного секвенирования методом дробовика были доказаны азотфиксирующие свойства симбиотических бактерий данной кукурузы.

## Симбиотическая микробиота
Обычно подобный симбиоз наблюдается у бобовых (фасоль, горох — клубеньковые бактерии). Зерновые же культуры (кукуруза, рис), как правило, им не обладают. Обильно покрытые сахарной слизью, воздушные корни кукурузы Сьерра-Михе защищают от кислорода диазотрофных симбиотических бактерий и питают их, а те в обмен удовлетворяют от 29 до 82 % потребностей растения в азоте.

## Значение и применение
Срок созревания данной кукурузы составляет около восьми месяцев, что делает коммерческое выращивание нецелесообразным. Создание на основе кукурузы Сьерра-Михе сортов, обладающих обычным трёхмесячным жизненным циклом, могло бы стать существенным прорывом для сельского хозяйства и в вопросе защиты природы, так как интенсивное применение азотных удобрений может приносить вред окружающей среде (к примеру, американским фермерам ежегодно приходится вносить более 6,6 миллионов тонн азота в посевы кукурузы в виде химических опрыскиваний и навоза). Такой симбиоз у кукурузы Сьерра-Михе делает её уникальным растением: появляется надежда на выведение других фиксирующих азот селекционных сортов кукурузы без привлечения генной инженерии и переноса большого количества генов, что является довольно сложным процессом.
Важным аспектом исследования стало зафиксированное на бумаге сотрудничество с общинами Сьерра-Михе. Учёные Калифорнийского университета в Дейвисе, занимающиеся изучением кукурузы Сьерра-Михе, заключили юридические соглашения с правительством Мексики, чтобы гарантировать, что любые выгоды от их исследований (и их последующей коммерциализации) будут переданы сообществу под эгидой Нагойского протокола, международной структуры, призванной противодействовать биопиратству.